# Zhengyi Dao
Cette page contient des caractères spéciaux ou non latins. S’ils s’affichent mal (▯, ?, etc.), consultez la page d’aide Unicode.
Zhengyi Dao (chinois : 正一道 ; pinyin : zhèngyī dào), généralement traduit par Vérité et unité ou Unité orthodoxe est un mouvement taoïste issu du regroupement stratégique à partir de la dynastie Yuan  d’écoles de la moitié sud de la Chine autour de la branche religieuse du mont Longhu au Jiangxi, dont les patriarches se prétendaient Maîtres célestes, descendants directs de Zhang Daoling, fondateur de l’École des cinq boisseaux de riz. La fédération prit le nom de Zhengyi Mengwei  Puissante alliance de la vérité et de l'unité, abrégé en Zhengyi. Outre leur situation géographique, ces écoles avaient en commun la spécialisation dans les talismans et un certain désintérêt pour la tradition monastique, au contraire de l’école Quanzhen prédominante dans le Nord. Leurs descendants actuels ont conservé ces caractéristiques. Les maîtres, mariés, sont d’actifs fournisseurs de services religieux auprès de la population, mais moins représentés que Quanzhen dans les séminaires taoïstes. Leurs temples sont donc plus petits, le principal en Chine étant celui du mont Longhu. Le gouvernement communiste autorise depuis 1992 les ordinations Zhengyi, mais le 64e patriarche de la lignée principale, Zhang Yuan, en exercice depuis 1969, vit toujours à Taiwan où le quartier général du mouvement s’était replié en 1950. Leur canon principal est le Zhengyi Jing (正一经 / 正一經, zhèngyī jīng).
La longévité prétendue de la lignée Zhang est exprimée par une formule : « Rien n'est stable en ce bas monde, sauf les familles Zhang et Kong (Confucius) » .

## Origines
Pour mieux contrôler leur nouveau domaine chinois, les empereurs mongols désignèrent pour chaque religion un responsable administratif pour l'ensemble du pays. C'est ainsi qu'ils donnèrent à Quanzhen l’autorité sur les écoles situées au nord du Chang Jiang, et à Zhengyi-Longhu celle sur les deux autres écoles principales du sud, Maoshan et Gezao. La tradition du mouvement prétend qu'il obtint ce privilège en prédisant correctement quand Kubilai Khan, ayant vaincu tous ses adversaires, deviendrait maître de l'ensemble de la Chine.
Kubilai invita en 1276 le 36e maître, Zhang Zongyan, au Temple du printemps éternel, siège taoïste de la cour, pour lui confirmer son titre de Maître céleste (天师 / 天師, tiānshī disputé depuis les Trois royaumes entre plusieurs écoles qui prétendaient descendre des Cinq boisseaux.
En 1304, l’empereur Chengzong confia  au 38e maître, Zhang Yucai, la direction des écoles des Trois monts (Longhu, Maoshan et Gezao) spécialistes des talismans, et lui octroya le titre de Gourou de Zhengyi (正一教主, zhèngyī jiàozhǔ ; la faveur de l'alliance grandit. Succédant aux Yuan, les Ming reprirent et étendirent la politique de contrôle administratif du taoïsme, créant en 1368 une administration spéciale, le Bureau de l'école du mystère (玄教院, xuán jiāoyuàn). En 1382, les patriarches Zhang se virent attribuer le contrôle de tous les taoïstes du sud du Chang Jiang, y compris les membres de Quanzhen qui s’y trouveraient. Toutes les demandes d’établissement de monastère et d’autorisation d’exercice devaient passer entre leurs mains. Le ralliement au mouvement s’intensifia : aux trois écoles d’origine s’ajoutèrent Jingming (净明 / 淨明, jìngmíng), Shenxiao (神霄, shénxiāo), Qingwei (清微, qīngwēi), Donghua (东华 / 東華, dōnghuá), Tianxin (天心, tiānxīn) et Taiyi (太一, tàiyī).

## À partir du milieu duXVesiècle
Jusqu'à la fin du règne de l'empereur Shizong de la dynastie Ming, Zhengyi garda la faveur de la cour, préféré à Quanzhen.  Par la suite, le taoïsme perdra progressivement le soutien des empereurs et fera souvent l'objet de brimades et de répressions, particulièrement pendant la dynastie mandchoue, dont l'empereur Yongzheng est seul à reconnaitre officiellement l’importance égale des Trois doctrines (taoïsme, bouddhisme et confucianisme).  À partir de Qianlong, la défaveur devient très nette, surtout pour Zhengyi dont les dieux furent dégradés et les activités limitées au mont Longhu, avec interdiction de se rendre au palais.  En fait, loin de la capitale son domaine d'influence s'étendit, la majorité des écoles du sud s'en réclamant, au moins nominalement.  Leur titre de Maître céleste fut officiellement aboli à l'avènement de la république en 1912, mais Yuan Shikai finit par le leur restituer ; Tchang Kaï-chek confirma cette mesure en 1927.
Le temple Longhu fut incendié en 1948 par les communistes et le 63e maître céleste, Zhang Enbo (张恩溥 / 張恩溥, zhāng ēnpǔ) se réfugia à Taïwan en 1950 où il mourut en 1969, laissant la place à son neveu Zhang Yuan.
De nos jours les activités du mouvement sont redevenues légales en Chine populaire où les ordinations ont repris en 1992, année de réouverture du temple Longhu, mais les institutions et les maîtres doivent être en possession d'une autorisation officielle, disposition s'appliquant par ailleurs à toutes les religions.  Les autorités chinoises reconnaissent elles-mêmes que de nombreux taoïstes se réclamant de Zhengyi exercent sans autorisation dans les campagnes, situation due au fait que leurs activités sont principalement centrées sur des pratiques réprouvées (médiumisme, talismans, guérisons et exorcismes), et par conséquent difficilement légalisables.

## Principales écoles du mouvement Zhengyi

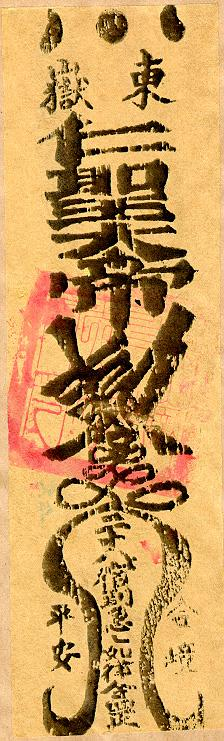
Talisman taoïste

Zhengyi s'est constitué en une sorte de fédération d'écoles se réclamant souvent d'une origine commune, groupées autour de celle qui avait su obtenir la faveur des Yuan, Longhu. Tout en adoptant l'appellation globale Zhengyi, elles ont en général conservé leur propre généalogie. La structure du mouvement fut donc dès l'origine différente de  celle de Quanzhen. Les Maîtres célestes Zhang constituent la principale, mais non l'unique lignée Zhengyi.

### Maîtres célestes de Longhu
Le titre de Maître céleste fut revendiqué dès la fin des Han par de nombreux groupes qui se disaient issus de l'École des cinq boisseaux de riz. À l'époque des Wei et des Jin, puis des dynasties du Nord et du Sud, on distingue des Maîtres célestes du Sud, dont la figure principale est Lu Xiujing, et des Maîtres célestes du Nord ou Nouveaux maîtres célestes, représentés par Kou Qianzhi.
La lignée actuelle des Maîtres célestes Zhang, qui détient officiellement le titre depuis les Yuan, prétend remonter de père en fils (ou parfois d'oncle en neveu) à Zhang Daoling, dont un arrière-petit-fils, 4e patriarche, se serait installé sur le mont Longhu au Jiangxi. L'histoire de l'école Longhu est en fait assez obscure. On n'a en effet gardé aucune trace des patriarches qui se seraient succédé entre Zhang Lu des Cinq boisseaux et le numéro 24, Zhang Zhengsui, qui apparait sur la scène publique sous le règne de Zhenzong des Song du Nord. C’est le 42e, Zhang Zhengchang, qui fournira sous les Ming la généalogie complète de la lignée lors de la confirmation de son titre. Le patriarche actuel est le 64e, Zhang Yuan, neveu du précédent. Comme lui non plus n'a pas de fils, on peut s'attendre à des controverses concernant sa succession. Lu Jintao, dont la mère est la fille du 63e maître, a d'ores et déjà changé son patronyme en « Zhang » et se présente comme le 65e patriarche, mais cette prétention est contestée à Taïwan où réside toujours Zhang Yuan.

### Les Trois montagnes
L'école Longhu était l'une des trois connues pour leurs talismans, les deux autres étant Maoshan au Jiangsu et Gezao au Jiangxi. La première, issue du mouvement Shangqing dont les patriarches entretenaient d'excellentes relations avec le pouvoir, avait été sous les Tang l'école prédominante. Gezao était l'héritière de Lingbao, mouvement apparu vers la même période que Shangqing, qui se réclamait des alchimistes Ge Xuan et Ge Hong, et comptait Lu Xiujing des Maîtres célestes du Sud au nombre de ses patriarches. Bien implantée localement, elle n'avait jamais eu comme Maoshan de relations étroites avec le pouvoir.

### Jingming
L'école Jingming, fondée sous les Song du Sud par He Shoucheng et ressuscitée sous les Yuan par Liu Yu, prétendait être issue de Lingbao. Son dieu tutélaire était Xu sun, fonctionnaire dans le Hubei sous les Jin Occidentaux, divinisé après sa mort comme modèle de piété filiale et de patriotisme. Révéré à la cour des Tang et des Song, on lui prêtait des pouvoirs d'exorciste.